# 尼古拉·马尔
尼古拉·雅科夫列维奇·马尔（俄语：Никола́й Я́ковлевич Марр，1865年1月6日（儒略曆1864年12月25日）—1934年12月20日）是一位格鲁吉亚历史学家、语言学家。20世纪10年代，他提出的有关语言起源的雅弗理论而知名。马尔的理论被苏联于20年代到30年代间用于为小民族的语言实行拉丁化提供了理论基础。俄罗斯苏联东方学者，高加索学者，语文学家，历史学家，民族学者，考古学者。之后作为《语言新说》或者《雅弗理论》的创建者而被人所熟知。

## 背景
马尔的父亲是苏格兰人，是格鲁吉亚一家皇家植物园的建造者。马尔的母语是格鲁吉亚语，实际上他懂很多欧洲语言和高加索语言，在中学的时期，马尔就对这些语言的研究产生过极大的兴趣。中学毕业后，马尔来到了彼得堡，然后一直生活在彼得堡。在彼得堡大学马尔同学习了所有的东方学院的课程，学些了学院的所有的当时教授的东方语言。1888年马尔中学毕业，很快就成为了著名的东方学者。
马尔为格鲁吉亚和亞美尼亞的历史、考古和民族学做出了巨大的贡献，出版了很多古格鲁吉亚和古亚美利亚文章和铭文，发掘了很多高加索古城市和寺庙（他的基本的一些著作都是在古城市阿尼完成的，前后持续几十年；1917年到1918今年之前很多的发掘资料都丢失了，因此马尔的阿尼作品具有很重要的开创者意义）。他的这些研究直到今天都具有重大的意义，而且从来也没有被怀疑过。相比在自己的家乡格鲁吉亚，在亚美利亚马尔更加受到欢迎。马尔和格鲁吉亚的语言学家不仅发生过一次冲突，这些都与马尔的文化政治观点有关。马尔否定格鲁吉亚语的政治独立性，支持建立苏维埃共和国高加索社会主义联邦，呼吁第比利斯大学为全高加索大学，后来也是由于马尔的雅夫语理论与这些学者的观点不一致。但是，在亚美利亚马尔的《新语言学说》没有获得很高的欢迎度，这与他以前的著作是完全不同的。1950年在反对马尔主义的讨论中，最主要的反对者既有格鲁吉亚的 А. С. Чикобава，也有亚美利亚的Г. А. Капанцян。
1902年选为教授，1911年彼得堡大学东方学院主任。1909年起在科学院：1909年三月亚洲文化和历史历史语文教研室研究员。1912年1月14日起编外科学院院士，1912年7月科学院院士。

## 早期的语言学研究
1908年出版了《古亚美利亚语语法》，1910年《带文选和词典的拉兹语语法》，这部著作收到了专家们的高度评价。
1880年代在科研活动的开始，马尔最感兴趣的是高加索这个语言之间的生产关系（其中包括，拉兹语和格鲁吉亚语包括的南高加索语族系），并且提出了关于闪族语和巴斯克语亲属关系的假说（1908年发表了关于闪族语和南高加索语族之间的联系）。最有标志的关于语言语族的是马尔创建的《雅弗语族》，是用的诺亚儿子雅弗的名字Иафета；后来这个概念发生了巨大的改变（1920年代马尔在任何自己熟识的语言中都用到雅弗元素这个概念。）
马尔早期作品与比较历史语言学的不相符导致了他的比较历史理论本身站不住脚的思想，更者，马尔还认为西欧语言学也站不住脚；在自己对新语法学派的批评中马尔指出了类型学和社会学研究方法对语言事实研究的重要性。有一些马尔的关于语言亲属关系的假说最后也得到了部分比较语言学家的正式。

## 语言新说
由于缺少语言学的教育背景（当时马尔所学的是东方学，与语言学相去甚远）导致了马尔不能科学的检验自己的根据非经验建立的假设。马尔在实践上掌握很多语言，他掌握最全面的是南哥萨克与和阿布哈兹语历史；他忽视了对印欧语和突厥语历史的研究。第一次世界大战使得马尔不得不放弃哥萨克的考古工作，而这也激发了他的理论活动。他1923年出版的《关于语言新说》（новое учение о языке 雅弗语理论）中，就体现出来了他的一些非科学的，没有经过论证的理论，比如他认为所有语言的起源来自四个元素，雅弗语言的思想不是生产的，而是具有社会阶层共性的等等。
1928年马尔开始将自己的理论和马克思主义联系起来，尽管在之前还没有左翼思想的出现；其中包括把语言看作是建立在社会经济关系之上的上层建筑，反映了社会发展的阶段（奴隶社会，封建社会等等）；传统的印欧主义语系被马尔称为是资本主义科学。
1920年代马尔的理论得到了官方的支持，一个原因是他虽然不是马克思主义者，但支持十月革命，并于1930年入党。马尔于1934年以七十岁之龄去世前的几个月，他还获得了列宁勋章。到1950年马尔的理论还被宣传为真正的马克思主义语言学，反对马尔主义的都会遭到镇压，这也严重阻碍了苏联语言学的发展。亚美尼亚语言学家阿恰良和卡潘强因此被解职。1950年6月20日，斯大林在《真理报》上发表《马克思主义和语言学问题》（Относительна марксизма в языкознании）一文中，严厉批判马尔及其支持者，用斯大林的话说，“马尔没有能够成为马克思主义者，他只是把马克思主义简单化、庸俗化了”，“科学的存在不能没有争论”，“马尔主义”的这种行为“养成了不负责任的习气，助长了专横行为”。马尔主义因此不再得势，而斯大林此举则让语言学在苏联学界获得了前所未有的分量及威望。

## 著作

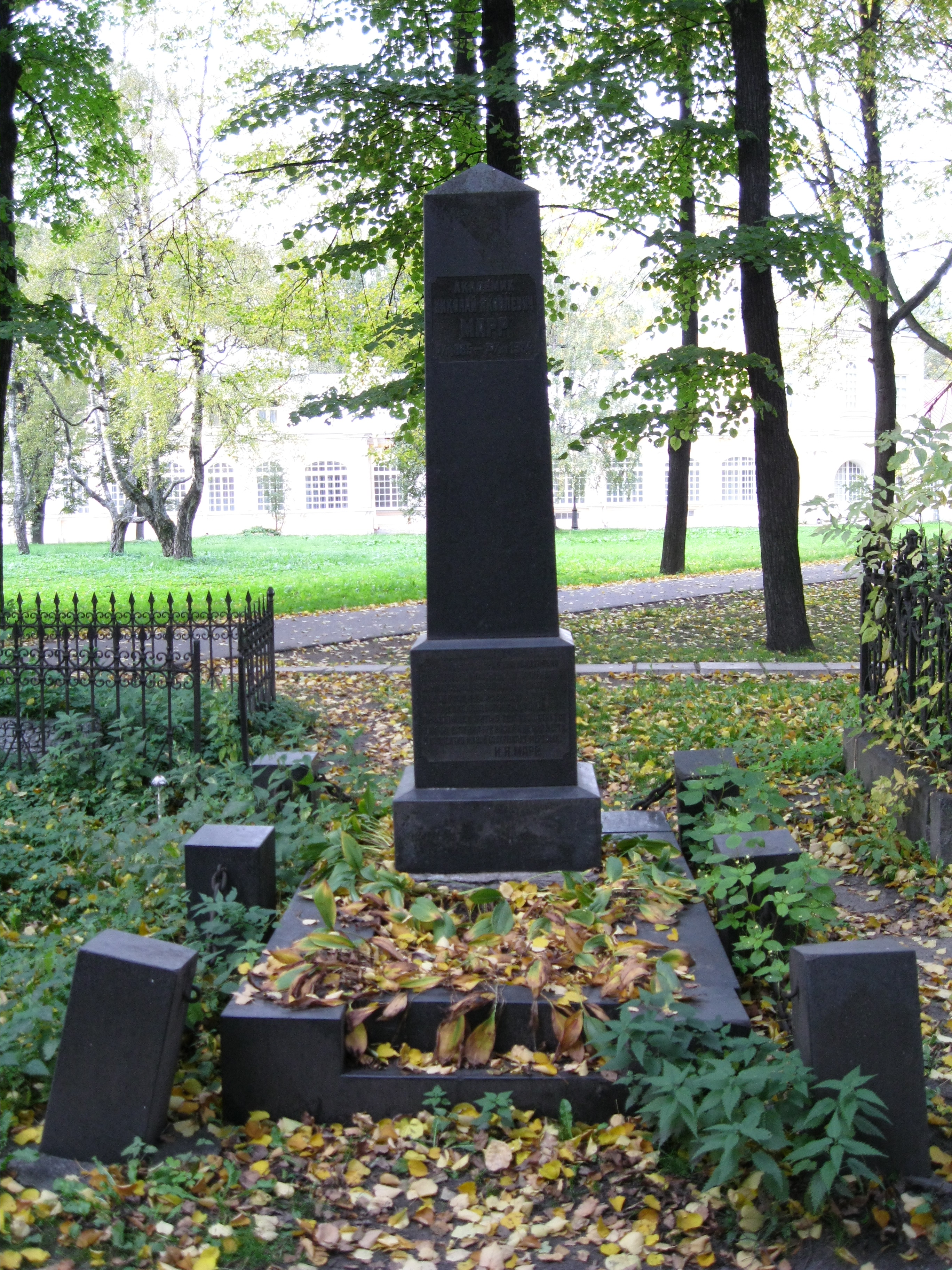
尼古拉的墳墓，位於亚历山大·涅夫斯基修道院的共產黨廣場

部分著作：
- Nikolai Yakovlevich Marr, Vardan (Aygektsi). . Type. Imp. akademіi Sciences. 1899.
- Nikolai Yakovlevich Marr. . Type. imp. Akademіi Sciences. 1910: 240.
- Jah Gato , Nikolai Yakovlevich Marr. . The Academy. 1932: 162.
- Nikolai Yakovlevich Marr. . Publishing House of the Academy of Sciences of the USSR. 1932: 286.
- Nikolai Yakovlevich Marr, Valerian Borisovich Aptekar. . State Academy of the History of Material Culture. 1934.
- Nikolay Yakovlevich Marr, Valerian Borisovich Aptekar. . Power to the Soviets. 1936: 207.
- Nikolai Yakovlevich Marr. . Publishing House of the Academy of Sciences of the USSR. 1940: 276.

## 延伸閱讀
- Nicholas Yacolevich Marr, Ani (with forewords by Jean-Pierre Kibarian and Parouyr Mouradi), Anagramme Ed.(Paris), 2001 (reprint)

## 外部連結
- Marxism and Problems of Linguistics, by Joseph Stalin （页面存档备份，存于）
- Nikoli Marr and his excavations at Ani （页面存档备份，存于）
- Nikolai Marr's Writings 5 Vols, Djvu